# Sfera
 Ovo je glavno značenje pojma Sfera. Za druga značenja pogledajte Sfera (razdvojba).
Sfera je skup točaka u prostoru jednako udaljenih (za radijus r) od neke točke (središta sfere).
Vidi i kugla.